# Friedrich Tscharmann

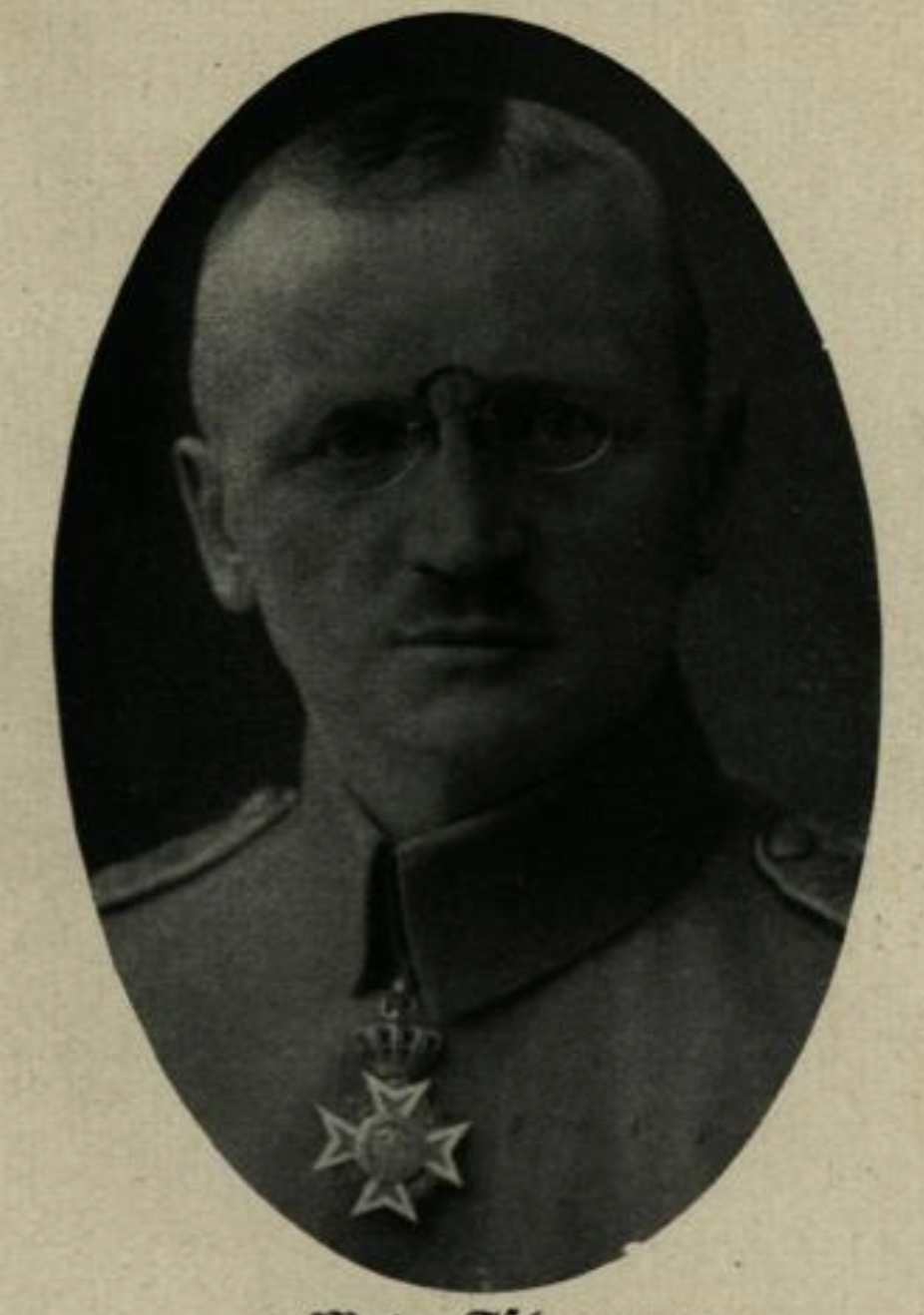
Friedrich Tscharmann als sächsischer Major

Friedrich Tscharmann (* 30. November 1871 in Leipzig; † 3. Mai 1945 in Berlin) war ein deutscher SS-Brigadeführer und Generalmajor der Waffen-SS.

## Leben
Friedrich Tscharmann war ein Sohn des Rechtsanwalts Joseph Julius Tscharmann und dessen Ehefrau Johanne Wilhelmine Bertha, geborene Hardegen. Der Architekt Heinrich Tscharmann war sein Bruder. Nach dem Besuch des König-Albert-Gymnasiums in Leipzig, das er 1891 mit dem Abitur verließ, trat er als Fahnenjunker in das 1. Feldartillerie-Regiment Nr. 12 der Sächsischen Armee in Dresden ein. Anschließend gehörte er bis zum Ersten Weltkrieg diversen Feldartillerieregimentern an und war zwischenzeitlich zum Militärreitinstitut Hannover und zur Militärreitanstalt Dresden abkommandiert. Bis 1905 avancierte Tscharmann zum Hauptmann.
Während des Ersten Weltkriegs war Tscharmann – seit September 1914 Major – zunächst Abteilungskommandeur in seinem Stammregiment wurde er im November desselben Jahres für seine Verdienste bei der Schlacht von Ypern mit dem Ritterkreuz des Militär-St.-Heinrichs-Ordens ausgezeichnet. Am 16. Februar 1917 avancierte er zum Kommandeur seines Stammregiments und konnte sich erneut auszeichnen, diesmal während der Deutschen Frühjahrsoffensive von 1918 und wurde dafür mit dem Kommandeurkreuz II. Klasse des Militär-St.-Heinrichs-Ordens ausgezeichnet. Er führte sein Regiment bei Kriegsende heim. Zum 1. April 1919 wurde Tscharmann als Oberstleutnant auf eigenen Wunsch aus dem Militärdienst entlassen.
Anschließend ließ Tscharmann sich als Landwirt in Mecklenburg nieder. 1930 trat er der NSDAP und der SA bei. In der Letzteren fungierte er zwei Jahre lang als Stabsführer der SA-Untergruppe Mecklenburg. Im Dezember 1932 trat Tscharmann aus der SA und der NSDAP nach besonderer Meldung an das Personalamt wieder aus. Der NSDAP trat er wahrscheinlich nicht wieder bei.
Um 1933 wurde Tscharmann Mitglied der SS (Mitgliedsnummer 266.455), in der er rasch Karriere machte: Um 1937 ernannte Heinrich Himmler Tscharmann zum Abwehrbeauftragten der SS und ernannte ihn am 30. Januar 1939 zum SS-Oberführer. Zwischen Januar 1941 und Juli 1944 war Tscharmann im Amt VI des Allgemeinen SS-Amtes tätig und seit 1943 zudem im Kommandoamt der SS, ab 1. April 1943 als SS-Brigadeführer und Generalmajor der Waffen-SS.
Bereits 1934 war Tscharmann als eines von 23 ehrenamtlichen Mitgliedern des Volksgerichtshofes ausgewählt worden.